# Norman L. Knight
Norman Louis Knight (geboren am 21. September 1895 in Saint Joseph, Missouri; gestorben am 19. April 1972 in Takoma Park, Maryland) war ein amerikanischer Science-Fiction-Autor.

## Leben
Knight war der Sohn von Louis Ruthven und Mary Elizabeth Knight, geborene Stauber. Er besuchte bis 1918 das Junior College in Saint Joseph und wurde nach dem Abschluss im Juli 1918 zur Armee eingezogen. Er diente 8 Monate in der 29th Field Artillery, 10th Division, davon 4 in Frankreich, zu einem Kampfeinsatz kam es aber nicht mehr.
Von 1919 bis 1925 arbeitete er für das U.S. Weather Bureau.
1921 hatte er Marie Sarah Yenn geheiratet, mit der er eine Tochter hatte. 
Während er beim nationalen Wetterdienst beschäftigt war, studierte er zugleich Chemietechnik an der George Washington University in Washington, D.C., wo er 1925 mit dem Bachelor abschloss. 
Von 1925 bis zu seinem Ruhestand 1964 arbeitete er als Chemiker und Pestizid-Spezialist für die U.S. Food and Drug Administration und für die Pesticide Regulation Division am Department of Agriculture in deren Forschungslabor in Beltsville, Maryland.
1962 wurde er vom Department of Agriculture mit dem Achievement Award ausgezeichnet.
Schriftsteller im Nebenberuf, veröffentlichte Knight seine erste Erzählung Frontier of the Unknown 1937 in Astounding Stories. Insgesamt publizierte er elf Erzählungen, überwiegend in Astounding.
Bedeutung in der SF erlangte er aber vor allem als Koautor von James Blish bei A Torrent of Faces (1967, deutsch Tausend Milliarden glückliche Menschen).
Man hat in einigen früheren Erzählungen Knights Vorläufer von A Torrent of Faces zu erkennen gemeint und dementsprechend Knights Anteil an dem Roman als eher groß eingeschätzt. Knight selbst stellte seinen Beitrag dagegen als durchaus bescheiden dar: 
„Ich schrieb auf Jims Bitte hin den Teil mit den Tritonen, ich hatte sie ja erfunden, sowie ein Überleitungskapitel. Der Rest ist Jims Arbeit, er überarbeitete und verbesserte auch die Teile von mir.“

## Bibliografie
Roman
- A Torrent of Faces (1967, mit James Blish)
  - Deutsch: Tausend Milliarden glückliche Menschen. Übersetzt von Helga Wingert-Uhde. Marion von Schröder(Science Fiction & Fantastica), 1969.

Kurzgeschichten
- Frontier of the Unknown (1937)
- Isle of the Golden Swarm (1938)
- Saurian Valedictory (1939)
- Bombardment in Reverse (1940)
- The Testament of Akubii (1940)
- Short-Circuited Probability (1941)
- Fugitive from Vanguard (1942)
- Kilgallen’s Lunar Legacy (1942)
- Once in a Blue Moon (1942, auch als Blue Moon)
- Crisis in Utopia (1940, 1952)
- The Shipwrecked Hotel (1965, mit James Blish)
- The Piper of Dis (1966, mit James Blish)
  - Deutsch: Der Katalyt. In: Walter Ernsting, Thomas Schlück (Hrsg.): Galaxy 11. Heyne SF&F #3128, 1968.
- To Love Another (1967, mit James Blish)